# Euploea diochtianus
Euploea diochtianus är en fjärilsart som beskrevs av Hagen 1894. Euploea diochtianus ingår i släktet Euploea och familjen praktfjärilar. Inga underarter finns listade i Catalogue of Life.